# Kristus är mitt liv, han ger salig tröst
Kristus är mitt liv, han ger salig tröst är en psalm med text skriven 1890 av Anders Hansson och musik skriven 1884 av Tullius Clinton O'Kane. Texten bearbetades 1985 av Eric Hansson.

## Publicerad i
- Psalmer och Sånger 1987 som nr 630 under rubriken "Att leva av tro - Förtröstan - trygghet".[1]